# Harvey White
Harvey David White (sinh ngày 19 tháng 9 năm 2001) là một cầu thủ bóng đá chuyên nghiệp người Anh chơi ở vị trí tiền vệ cho câu lạc bộ Stevenage ở giải EFL League One.
Harvey White sinh ra ở Maidstone, Kent và  gia nhập Học viện Tottenham Hotspur khi còn trẻ.

## Sự nghiệp câu lạc bộ

### Tottenham Hotspur
White có trận ra mắt cho Tottenham trong chiến thắng 4-0 tại Europa League trước Ludogorets Razgrad vào ngày 26 tháng 11 năm 2020, vào sân thay người ở phút thứ 82. Anh có trận ra mắt chính thức cho Tottenham vào ngày 10 tháng 1 năm 2021 trong trận đấu vòng 3 FA Cup gặp Marine ở giải đấu hạng 8, kết thúc với chiến thắng 5-0. White gia nhập câu lạc bộ Portsmouth ở giải League One vào ngày 18 tháng 1 năm 2021 theo hợp đồng cho mượn đến hết mùa giải 2020–21. Bàn thắng đầu tiên của anh trong bóng đá chuyên nghiệp đến trong chiến thắng 1-0 trên sân khách trước Oxford United vào ngày 23 tháng 2 năm 2021.
White trở lại đội U21 Tottenham sau khi kết thúc thời hạn cho mượn và được HLV trưởng Antonio Conte triệu tập lên đội một trong kỳ nghỉ World Cup FIFA 2022. Anh đã chơi trong các trận giao hữu gặp OGC Nice và Motherwell và được Conte khen ngợi là "cực kỳ thông minh" sau trận đấu với Nice. White có trận ra mắt Premier League cho Tottenham trước Crystal Palace vào ngày 4 tháng 1 năm 2023, vào sân thay người ở phút thứ 86 trong chiến thắng 4-0. Anh gia nhập câu lạc bộ Derby County ở giải League One theo hợp đồng cho mượn vào ngày 31 tháng 1 năm 2023, cho đến hết mùa giải 2022–23, ra sân 15 trận trong thời gian cho mượn, trong đó 5 trận đá chính.

### Stevenage
White ký hợp đồng với câu lạc bộ Stevenage ở giải League One vào tháng 9 năm 2023 với mức phí không được tiết lộ.

## Sự nghiệp quốc tế
Vào tháng 5 năm 2019, White có trận ra mắt đội U18 Anh trong trận thua sau loạt sút luân lưu sau khi hòa 1-1 trong hiệp phụ với Tây Ban Nha.

## Thống kê sự nghiệp
Tính đến trận đấu diễn ra ngày 7 tháng 5 năm 2023
| Câu lạc bộ              | Mùa giải          | Giải đấu          | Giải đấu   | Giải đấu  | FA Cup     | FA Cup    | League Cup | League Cup | Giải đấu khác | Giải đấu khác | Tổng cộng  | Tổng cộng |
| Câu lạc bộ              | Mùa giải          | Phân hạng         | Lần ra sân | Bàn thắng | Lần ra sân | Bàn thắng | Lần ra sân | Bàn thắng  | Lần ra sân    | Bàn thắng     | Lần ra sân | Bàn thắng |
| ----------------------- | ----------------- | ----------------- | ---------- | --------- | ---------- | --------- | ---------- | ---------- | ------------- | ------------- | ---------- | --------- |
| Tottenham Hotspur U21   | 2018–19           | —                 | —          | —         | —          | —         | —          | —          | 1             | 1             | 1          | 1         |
| Tottenham Hotspur U21   | 2019–20           | —                 | —          | —         | —          | —         | —          | —          | 3             | 0             | 3          | 0         |
| Tottenham Hotspur U21   | Tổng              | Tổng              | 0          | 0         | 0          | 0         | 0          | 0          | 4             | 1             | 4          | 1         |
| Tottenham Hotspur       | 2020–21           | Premier League    | 0          | 0         | 1          | 0         | 0          | 0          | 1             | 0             | 2          | 0         |
| Tottenham Hotspur       | 2022–23           | Premier League    | 1          | 0         | 0          | 0         | 0          | 0          | 0             | 0             | 1          | 0         |
| Tottenham Hotspur       | Total             | Total             | 1          | 0         | 1          | 0         | 0          | 0          | 1             | 0             | 3          | 0         |
| Portsmouth (cho mượn)   | 2020–21           | League One        | 21         | 1         | 0          | 0         | 0          | 0          | 1             | 0             | 22         | 1         |
| Derby County (cho mượn) | 2022–23           | League One        | 15         | 0         | —          | —         | —          | —          | —             | —             | 15         | 0         |
| Stevenage               | 2023–24           | League One        | 0          | 0         | 0          | 0         | 0          | 0          | 0             | 0             | 0          | 0         |
| Tổng số sự nghiệp       | Tổng số sự nghiệp | Tổng số sự nghiệp | 37         | 1         | 1          | 0         | 0          | 0          | 6             | 1             | 44         | 2         |

1. 1 2 3  Appearance(s) in EFL Trophy
2. ↑  Appearance(s) in UEFA Europa League

## Danh hiệu
Portsmouth
- Á quân EFL Trophy: 2019–20[20]